# Castelo Viegas
Castelo Viegas ist eine portugiesische Ortschaft und ehemalige Gemeinde.

## Geschichte
Die erste dokumentierte Erwähnung des Ortes stammt aus dem Jahr 1122. Hier bestand ein Wachturm des Sicherheitssystems um die Stadt Coimbra, auf den die Ortsbezeichnung zurückgeht.
Castelo Viegas war lange eine eigenständige Gemeinde, bis diese 2013 mit der angrenzenden Stadtgemeinde Santa Clara zu einer neuen Gemeinde zusammengelegt wurde.

## Verwaltung
Die ehemalige Gemeinde (Freguesia) gehört zum Kreis (Concelho) von Coimbra. Die Gemeinde hatte eine Gesamtfläche von 7,5 km² und 1707 Einwohner (Stand 30. Juni 2011).
Die ehemalige Gemeinde umfasst vier Ortschaften:
- Castelo Viegas
- Confraria
- Marco dos Pereiros
- Casal de São João

Im Zuge der administrativen Neuordnung in Portugal zum 29. September 2013 wurde Castelo Viegas mit der Gemeinde Santa Clara zur neuen Gemeinde União das Freguesias de Santa Clara e Castelo Viegas zusammengeschlossen. Hauptsitz der neuen Gemeinde wurde Santa Clara.